# 이강욱 (바둑 기사)
이강욱(李康旭, 1982년 4월 1일 ~ )은 대한민국의 바둑 기사이다.

## 약력
강원도 강릉 출신으로 2000년 제2회 이창호배 우승을 차지했다. 2001년 제6회 삼성화재배 예선에서 일본의 구라하시 마사유키(倉橋正行) 9단과 윤혁 3단을 이겨 승리했다. 2002년 제36회 아마국수전, 2002년 제6회 삼성화재배 아마예선, 2003년 제21회 아마대왕전과 제30회 학초배, 삼성화재배 아마예선에서 각각 우승했다. 2004년 제25회 세계아마바둑선수권에서 우승하여 특별입단 형식으로 입단했다. 
2006년 제2기 원익배 십단전 본선에 진출했으며, 2007년 2단으로 승단했다. 2010년에 3단으로 승단했으며 베트남(호치민)에서 한국바둑 세계화사업을 추진하고 있다.